# Madro
Zakłady Budowy i Naprawy Maszyn Drogowych „Madro” – dawne polskie przedsiębiorstwo zajmujące się budową oraz remontami maszyn dla drogownictwa, służących do budowy i utrzymania dróg. Jego następcami są niezależne przedsiębiorstwa działające nadal pod firmą Madro.

## Historia

### Okres 1947–1989

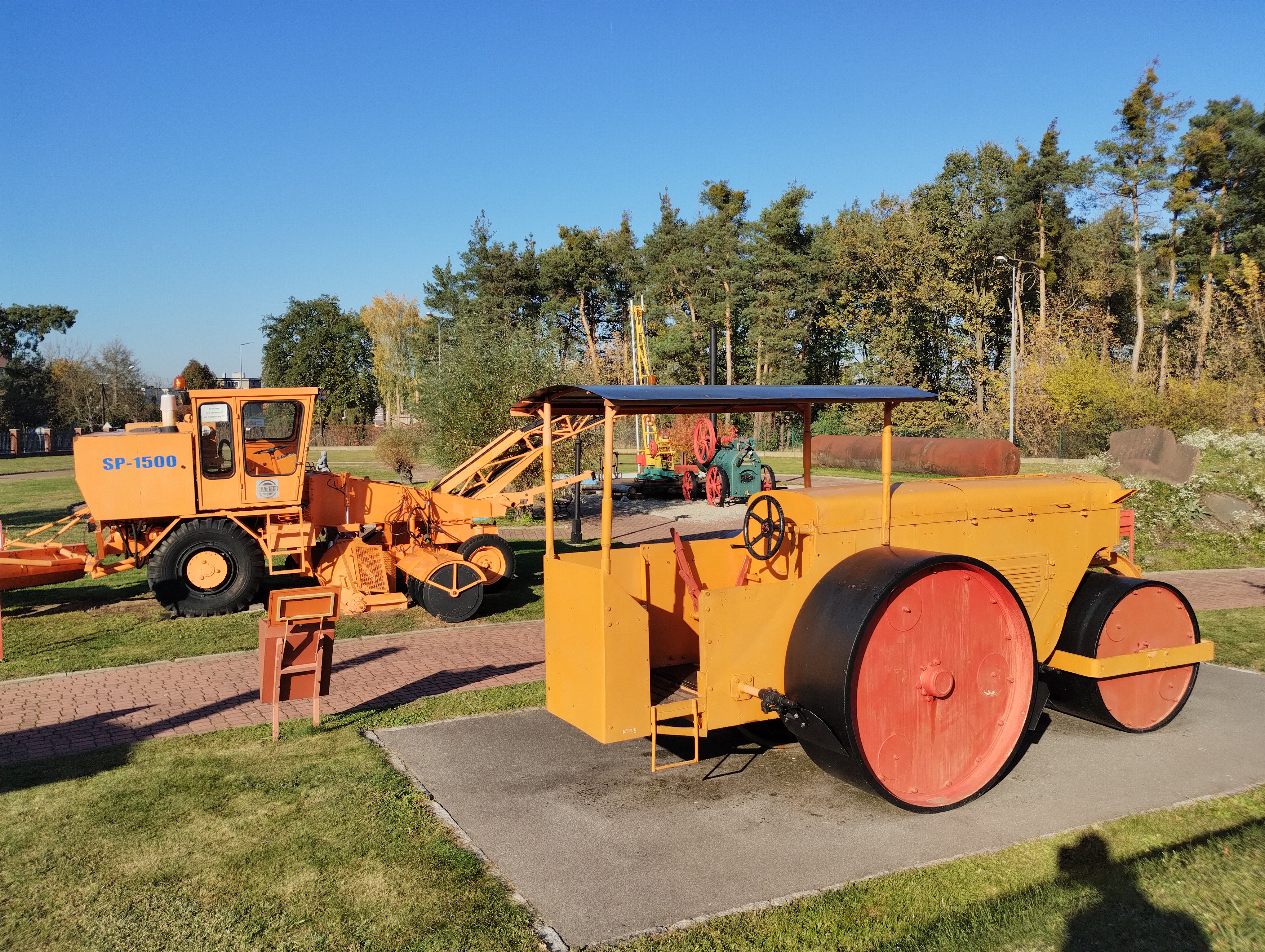
W głębi ścinarka do poboczy SP 1500 konstrukcji Madro Kraków z 1991, na pierwszym planie walec Kielce PC-13 produkcji Zakładów Naprawy Sprzętu Drogowego z lat 50. w Muzeum Drogownictwa w Szczucinie

Początki przedsiębiorstwa państwowego zajmującego się naprawami sprzętu drogowego sięgają 1947 roku, tuż po zakończeniu II wojny światowej. 14 maja 1948 roku zarządzeniem Ministra Komunikacji zostało utworzone przedsiębiorstwo Centrala Maszyn Drogowych z siedzibą w Krakowie. Głównym celem był pierwotnie montaż maszyn sprowadzanych z zagranicy. Doszły również zadania prowadzenia na terenie kraju sieci warsztatów remontujących maszyny i urządzenia dla drogownictwa i w 1953 roku Centrala Maszyn Drogowych została przekształcona w Zakłady Naprawy Sprzętu Drogowego, które objęły działalnością całą Polskę. 
W 1954 roku zaczęto zmieniać profil produkcyjny Zakładów z remontowego na budujący maszyny drogowe i powstał Wydział Konstrukcji, przekształcony następnie w Biuro Konstrukcji Maszyn. Od 1956 roku Zakłady zaczęły budować własne maszyny, pod znakiem fabrycznym Madro (skrótowiec od: Maszyny Drogowe). W 1961 roku przedsiębiorstwo zmieniło nazwę na: Zakłady Budowy i Naprawy Maszyn Drogowych „Madro” (ZBiNMD „Madro”). W Krakowie umieszczono Zarząd Zakładów Budowy i Naprawy Maszyn Drogowych, któremu podlegało Centralne Biuro Konstrukcji Maszyn Drogowych w Krakowie i zakłady „Madro” w Krakowie oraz terenowe zakłady „Madro” we Wrocławiu, Pabianicach, Poznaniu i Białymstoku. Poszczególne zakłady od 1963 roku prowadziły sprzedaż swoich wyrobów samodzielnie.
W 1976 roku zlikwidowano Zarząd ZBiNMD i powołano Wielozakładowe Przedsiębiorstwo Zakłady Budowy i Naprawy Maszyn Drogowych „Madro” w Krakowie, podporządkowane Centralnemu Zarządowi Dróg Publicznych w Warszawie. W jego skład wchodziły także zakłady w Białymstoku, Pabianicach, Wrocławiu i Centralne Biuro Konstrukcji Maszyn Drogowych. W 1983 roku przedsiębiorstwo zostało podporządkowane Ministerstwu Komunikacji.

### Czasy współczesne po 1990 roku
Podczas transformacji ustrojowej w Polsce, w 1990 roku wszystkie zakłady uzyskały samodzielność prawną, działając nadal pod firmą „Madro”.
Zakład w Krakowie został przekształcony w Przedsiębiorstwo Budowy Maszyn Drogowych MADRO Kraków Sp. z o.o. i później sprywatyzowany, zmieniając ostatecznie nazwę na Madro Kraków Sp. z o.o. W 2007 roku siedziba spółki została przeniesiona z Krakowa do nowego zakładu do Niepołomic.
Zakład we Wrocławiu został przekształcony w spółkę akcyjną Madro S.A. i w 2011 roku sprywatyzowany, zachowując profil działalności w zakresie remontów i produkcji sprzętu służącego do budowy, napraw i utrzymania nawierzchni drogowych.
Zakład w Białymstoku został w 2007 roku przekształcony w Madro Białystok Sp. z o.o. i w 2010 roku sprywatyzowany, lecz zmienił profil działalności na wynajem nieruchomości i powierzchni handlowych.